# Golfo de Antália
O golfo de Antália (em turco:  Antalya Körfezi) é um golfo do mar Levantino, na parte oriental do Mar Mediterrâneo, que banha a província do sul da Turquia com o mesmo nome.
O golfo estende-se desde a península de Teke, a sudoeste de Antália, onde se situa a cidade costeira de Kemer, até Anamur, embora alguns autores se refiram a Alanya ou Gazipaşa como limite oriental. Faz parte da chamada Riviera turca. A costa é fortemente alcantilada em alguns troços, principalmente a oeste de Antália e a leste de Alanya, embora também tenha extensas praias planas de areia com pequenos arbustos e pinheiros.
A maior cidade do golfo é a que lhe dá o nome: Antália. O turismo é a principal atividade económica da região, embora em muitas áreas a produção agrícola de fruta, legumes e até cereais também sejam importante.